# Matheus Lopes
Matheus, właśc. Matheus Henrique do Carmo Lopes (ur. 8 marca 1985 roku w Sete Lagoas w stanie Minas Gerais) – brazylijski piłkarz, grający na pozycji centralnego obrońcy.

## Kariera piłkarska

### Kariera klubowa
Wychowanek klubu América Belo Horizonte. W 2006 rozpoczął karierę piłkarską w Ipatinga FC, skąd został wypożyczony do Grêmio Porto Alegre. Na początku 2008 przeszedł do Athletico Paranaense. Latem 2008 wyjechał do Europy, gdzie został piłkarzem portugalskiego CF Os Belenenses. W rundzie jesiennej sezonu 2008/2009 rozegrał tylko 5 meczów, dlatego w lutym 2009 powrócił do Brazylii, gdzie występował w klubach Vila Nova Goiânia i Esporte Clube Democrata. W lutym 2011 ponownie wyjechał za granice, tym razem do Ukrainy, gdzie podpisał kontrakt z klubem Metałurh Zaporoże. 20 lutego 2014 przeszedł do chińskiego klubu Chengdu Blades.